# 의빈 황씨
의빈 황씨 (儀嬪 黄氏, 18세기 ~ 1735년)는 7품 원명원 액외부총령 대민(戴敏)의 딸이자, 내무부(內務府) 영조사(營造司) 장인랑중(掌印郎中) 불보(佛保)의 손녀이자, 건륭제의 빈이다. 《팔기만주씨족통보》에는 의빈의 숙부인 정황기 참령 겸 좌령 아림(阿琳)은 소주직조(蘇州織造) 이후(李煦)의 딸을 맞이했다고 기록돼 있다. 의빈은 처음에는 정황기(正黃旗) 포의관령하인(包衣管領下人)이었다가, 나중에는 정황기 포의좌령하인(包衣佐領下人)이 되었다.

## 생애
옹정 5년, 황4남 홍력은 결혼 전 격격이 8~9명이 있었는데, 황씨가 그 안에 있었던 것으로 추정된다. 옹정 9년 4월 20일에 결혼하여 출산한 기록이 없다. 제문에 따르면, 격격 황씨는 여사를 익히고, 왕부 안에서 자주 방직하고 수를 놓은 사람으로 제문에 나오는 「시현여사」, 「근부공자예」 등의 단어에 대응한다.
옹정 13년 9월 3일, 옹정제가 사망하자, 보친왕 홍력이 제위에 올랐고, 9월 건륭제가 내각에 유서해 격격 황씨를 후빈으로 진봉하고, 책봉례도 하지 않아 황빈으로 불렀다. 또한, 장빈 황씨의 친정집에 명하여 내무부 포의관령 (신기고인)에서 정황기 포의좌령으로 옮겼으며, 9월 25일에는 황후 부찰씨, 귀비 고가씨 등 내정 주위가 전촌의 빈궁에 가서 제사를 지냈는데, 경차는 7대에 불과하여, 병이 위중한 황빈이 이들을 따라가지 않은 것으로 추정된다.
황빈은 옹정 13년 9월 24일부터 11월 말까지 병을 앓다가 사망하였다.. 이 때문에 건륭 원년 1월의 '궁내등처녀유모가식육저장'에는 황빈이 나타나지 않았다.
건륭 원년 (1736년) 9월 28일, 의빈으로 추서되고, 추서례는 금관이 봉안된 빈소에서 거행되었으며, 건륭 2년 10월 초, 의빈의 부친은 원명원 액외부총령직을 받았다. 건륭 11년 10월 27일, 의빈의 금관은 청동릉 유릉비원침에 건륭제의 비빈 들 중 처음 묻혔다.

## 의빈이 나온 영상매체
| 년도 | 제목   | 배우   | 극중 이름      | 극중 호칭            |
| ---- | ------ | ------ | -------------- | -------------------- |
| 2018 | 여의전 | 한단동 | 황기영(黃綺瑩) | 격격 → 의귀인 → 의빈 |

## 같이 보기
- 입팔분공